# Ljetnikovac obitelji Cindro u Strožancu
Ljetnikovac obitelji Cindro (sklop obiteljskih kuća Cindro ) u Strožancu - ljetnikovac splitske plemenitaške obitelji, općina Podstrana, Hrvatska, zaštićeno kulturno dobro.

## Opis dobra
Sklop obiteljskih kuća obitelji Cindro je građen od 15. do 19. stoljeća. Sklop ljetnikovca plemićke obitelji Cindro izgrađen je na morskoj obali u Strožancu. Sastoji se iz tri krila smještena uokolo središnjeg dvorišta koje je sa sjeverne i južne strane omeđeno zidom. Imao je i obrambenu funkciju o čemu svjedoče visoki dvorišni zidovi te tragovi puškarnica. Spominje se u renesansi, ali dijelove starijih gradnji (15. – 16. st.) nalazimo tek u tragovima, dok je današnje zdanje podignuto vjerojatno u 18. i 19. stoljeću. Sklop ljetnikovca

## Zaštita
Pod oznakom RST-1011 zaveden je kao nepokretno kulturno dobro - pojedinačno, pravna statusa zaštićena kulturnog dobra, klasificiranog kao profana graditeljska baština, javne građevine.

## Vanjske poveznice
- Dražen Gudić: Ljetnikovac Cindro - bajka iz Strožanca, Slobodna Dalmacija / prenosi Dugi Rat Online, 22. siječnja 2010. (pristupljeno 23. kolovoza 2017.)